# Бернард Лонг
{
{Инфокутија биографија
| име = Бернард Лонг
| слика = 
| опис_слике = 
| датум_рођења = 1947
| место_рођења = 
| држава_рођења = 
| датум_смрти = 
| место_смрти = 
| држава_смрти = 
| народност = Британац
| занимање = Илустратор
| активни_период = 
| значајни_радови = 
| награде = 
| потпис = 
}}
Бернард Лонг је био британски илустратор књига и уметник стрипа који је допринео многе епизоде "Флиптејл видра" ("Fliptail the Otter") Џеку и Џилу (Jack and Jill) (часопису за децу) 1970-их. Сада је у пензији.

## Књиге које је илустровао Бернард Лонг
- Праисторијске животиње, Руперт Оливер (Лондон, Ходер и Стоутон, 1982  0-340-27165-5)
- Праисторијски човек, Руперт Оливер (Лондон, Ходер и Стоутон, 1983  0-340-28608-3)
- Диносауруси, Руперт Оливер (Лондон, Ходер и Стоутон, 1983  0-340-28609-1)
- Чудна и радознала бића, Руперт Оливер (Лондон, Ходер и Стоутон, 1984  0-340-34718-X)
- Мистерије чудовишта, Руперт Матјуз (Хоув, Вејланд, 1988)  1-85210-354-X)
- Изгубљена блага, Џон Рајт (Хоув, Вејланд 1989)  1-85210-357-4)
- Викторијанска деца, Ен Стијл (Хоув, Вејланд, 1989)  1-85210-816-9)
- Египатски фармери, Јим Кер (Хоув, Вејланд, 1990)  1-85210-906-8)
- Прва насеља, Руперт Матјуз (Хоув, Вејланд, 1990)  1-85210-769-3) [1]
- Грчки градови, Бари Стијл (Хоув, Вејланд, 1990)  1-85210-778-2)
- Куга и ватра, Роуда Нотриџ (Хоув, Вејланд, 1990)  0-7502-0048-0)
- Шуме, аутор Михаел Чинери (Лондон, Кингфишер, 1992  0-86272-915-7)